# Sobrestadía (divisa)
La sobrestadía (también llamada oxidación) es un coste asociado a la posesión o mantenimiento de una divisa a lo largo de un periodo de tiempo. En ocasiones es referido al coste de llevar consigo dinero. Para el dinero basado en bienes, como puede ser el oro, la sobrestadía no es más que el coste de almacenar y proteger el bien. 

## Teoría
Mientras que la sobrestadía es una característica inherente al dinero privado basado en bienes, ha sido implementada de manera deliberada dentro de sistemas monetarios como medida para evitar que se acapare el dinero además de intento de alcanzar otros beneficios. En concreto, con respecto a la financiación de inversiones a largo plazo, tiene el efecto de variar el comportamiento del cálculo del valor actual neto (VAN). Todo lo demás queda igual, un sistema monetario con sobrestadía aumenta el valor de los retornos a largo plazo de una inversión. Asimismo puede crear un incentivo a las inversones en iniciativas que ofrecen más en el largo plazo.
Al igual que la inflación, la sobrestadía reduce el valor actual de retener en posesión una cantidad de dinero a lo largo del tiempo. Similar al efecto que tendría una tasa de interés negativo para toda la moneda en circulación. Ambos términos (inflación y sobrestadía) disuelve el poder adquisitivo del dinero retenido en el tiempo, pero la sobrestadía lo hace a través de una tasa fijada y regulada mientras que la inflación lo hace mediante el aumento de la masa monetaria en circulación como consecuencia de la acción de un banco central distribuyendo moneda de nueva emisión.

## Ejemplos de monedas sociales con sobrestadía
Existen varias monedas sociales que utilizan el mecanismo de sobrestadía para incentivar su circulación y evitar la acumulación. Algunos ejemplos notables incluyen:
- Ekhi: Esta moneda social utiliza un mecanismo de oxidación donde los billetes pierden valor con el tiempo para fomentar su circulación. Los comercios pueden convertir los ekhis a euros, pero solo reciben 95 céntimos por cada ekhi, y los beneficios obtenidos se destinan a fines sociales.[1]
- Freigeld (dinero libre) de Silvio Gesell: un modelo teórico con depreciación mensual.
- Chiemgauer (Alemania): incluye una tasa de desvalorización si no se usa.